# Teiglach
Teiglach, también deletreado taiglach o teglach (en yidis: טײגלעךְ‎; singular teigel, literalmente ‘masa pequeña’) son pequeños pasteles anudados en agua hervida en un jarabe de miel. Son un tratamiento tradicional de lituanos Judíos de Rosh Hashaná, Sucot, Simjat Torá, y Purim.
Los teiglach se suelen llenar con nueces o pasas de uva antes de hervir, y puede ser rodado en nueces o cocos rallado después de hervir.